# Gerhard Klammet

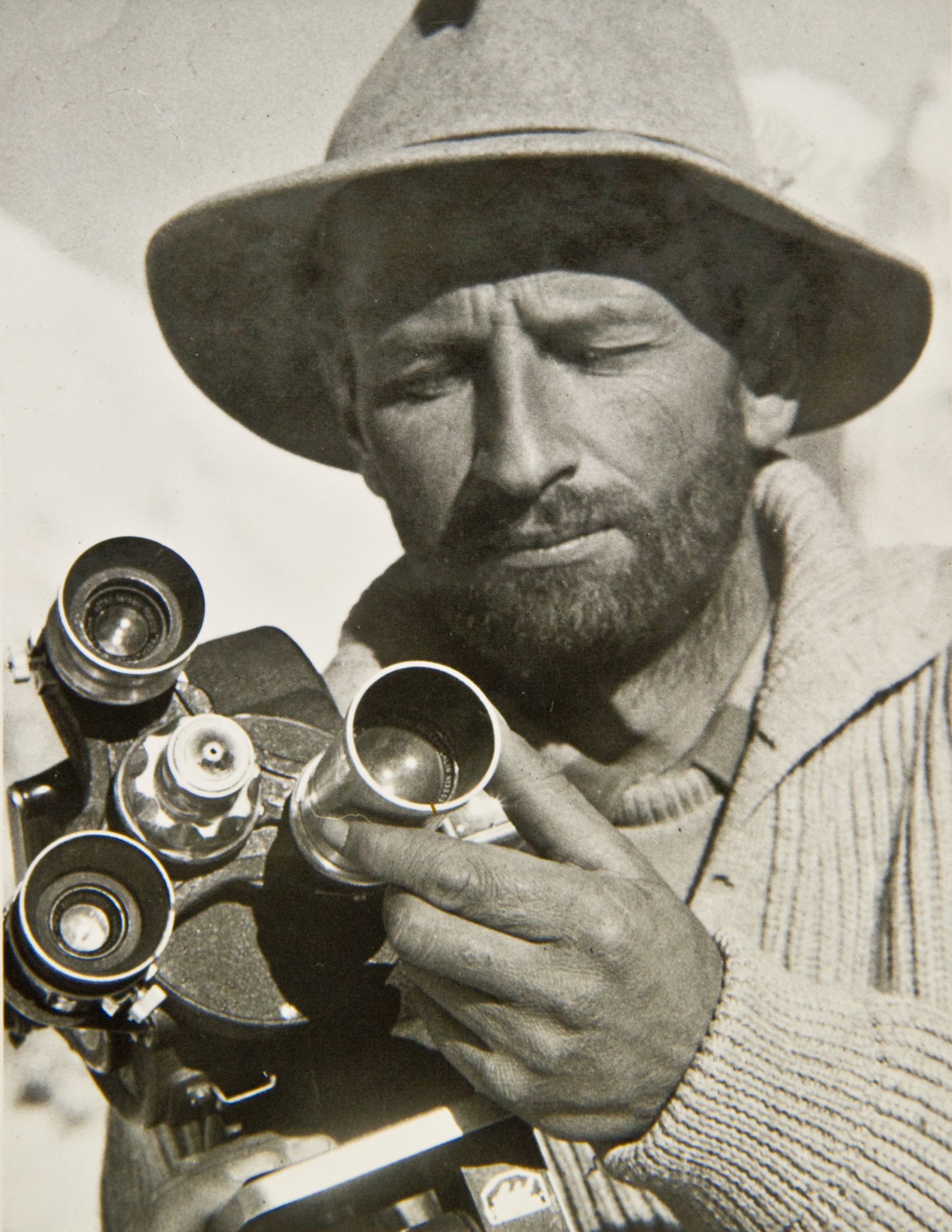
Gerhard Klammet (1954)

Gerhard Klammet (* 13. Juli 1914 in Saalhausen/Wstf.; † 7. April 1990 in Murnau am Staffelsee) war ein deutscher Fotograf und Dokumentarfilmer.

## Leben

### Elternhaus und Schulzeit
Gerhard Klammet, Sohn eines Erfinders hatte bereits in seiner Kindheit durch seine Mutter Martha den ersten Kontakt zur Fotografie. Schon in seiner Schulzeit in Helmbrechts (Oberfranken) interessierte er sich außerdem für Flora und Fauna (insbesondere die Ornithologie), die Hauptmotive seiner späteren beruflichen Tätigkeit.

### Berufliche Ausbildung
Basierend auf seinen Interessen begann Klammet 1932 nach einem Umzug in die Bayerische Voralpenlandschaft mit einer Fotografenlehre in Garmisch-Partenkirchen, die er mit dem Meistertitel abschloss.
Bis zum Kriegsbeginn arbeitete er an Aufbau und Verwaltung eines wissenschaftlichen Bild- und Filmarchivs der Vogelschutzwarte Garmisch-Partenkirchen.

### Lebensmittelpunkt
Seine Wahlheimat, zuerst in Murnau am Staffelsee und Garmisch-Partenkirchen und ab 1956 in Ohlstadt boten Gerhard Klammet ein reiches Betätigungsfeld als Bergsteiger, Wanderer und Fotograf. Er war Mitglied in der Bergwacht und der Sektion Garmisch-Partenkirchen des Deutschen Alpenvereins sowie im Bund Naturschutz.

## Schaffen

### Kulturfilmproduktion und Vortragsreihen
Ab 1946 Aufbau einer eigenen Kulturfilmproduktion. In Vortragsreihen berichtete Klammet über die Erlebnisse seiner Reisen, die ihn als Kameramann und Fotografen unter anderem nach Ägypten, Kenia und in die Hochregionen des Himalaya führten.

### Himalaya-Expedition
1954 nahm Gerhard Klammet als Kameramann an der Himalaya-Expedition Broad Peak unter der Leitung von Karl Herrligkoffer teil.
Die Deutsche Himalaya-Expedition wurde 1954 als nationales Ereignis gesehen und stand unter der Schirmherrschaft von Bundeskanzler Konrad Adenauer und dem Ehrenprotektorat von Kronprinz Rupprecht. Die am 9. August 1954 am Münchner Hauptbahnhof gestartete Expedition nahm in Skardu ihren Ausgangspunkt und wurde von 350 Lastenträgern und Dutzenden von Tragetieren begleitet. Das von Herrligkoffer gesetzte Ziel, die Erreichung des 8.051 m hohen Gipfel des Brod Peak wurde aufgrund von Minustemperaturen von 33 Grad und Eislawinen allerdings nicht erreicht. Das zwölf-köpfige Expeditionsteam (Karl Herrligkoffer (Expeditionsleiter), Michael Anderl, Albert Bitterling, Joachim Fischer, Günter Hauser, Gerhard Klammet, Hermann Köllensperger, Sepp Maag, Rudolf Marek, Toni Messner, Kuno Rainer, Ernst Senn) kehrte unversehrt am 22. Dezember 1954 zurück.
Der im Rahmen dieser Reise von Klammet gedrehte Dokumentarfilm Der leuchtende Berg kam wegen des fehlenden Gipfelerfolgs nicht in die Kinos.
Diese Expedition ist nicht zu verwechseln mit der im selben Jahr, allerdings im Frühjahr und Sommer stattgefundenen Expedition unter der Leitung von Mathias Rebitsch, die die Grundlage für den preisgekrönten Dokumentarfilm Im Schatten des Karakorum lieferte.

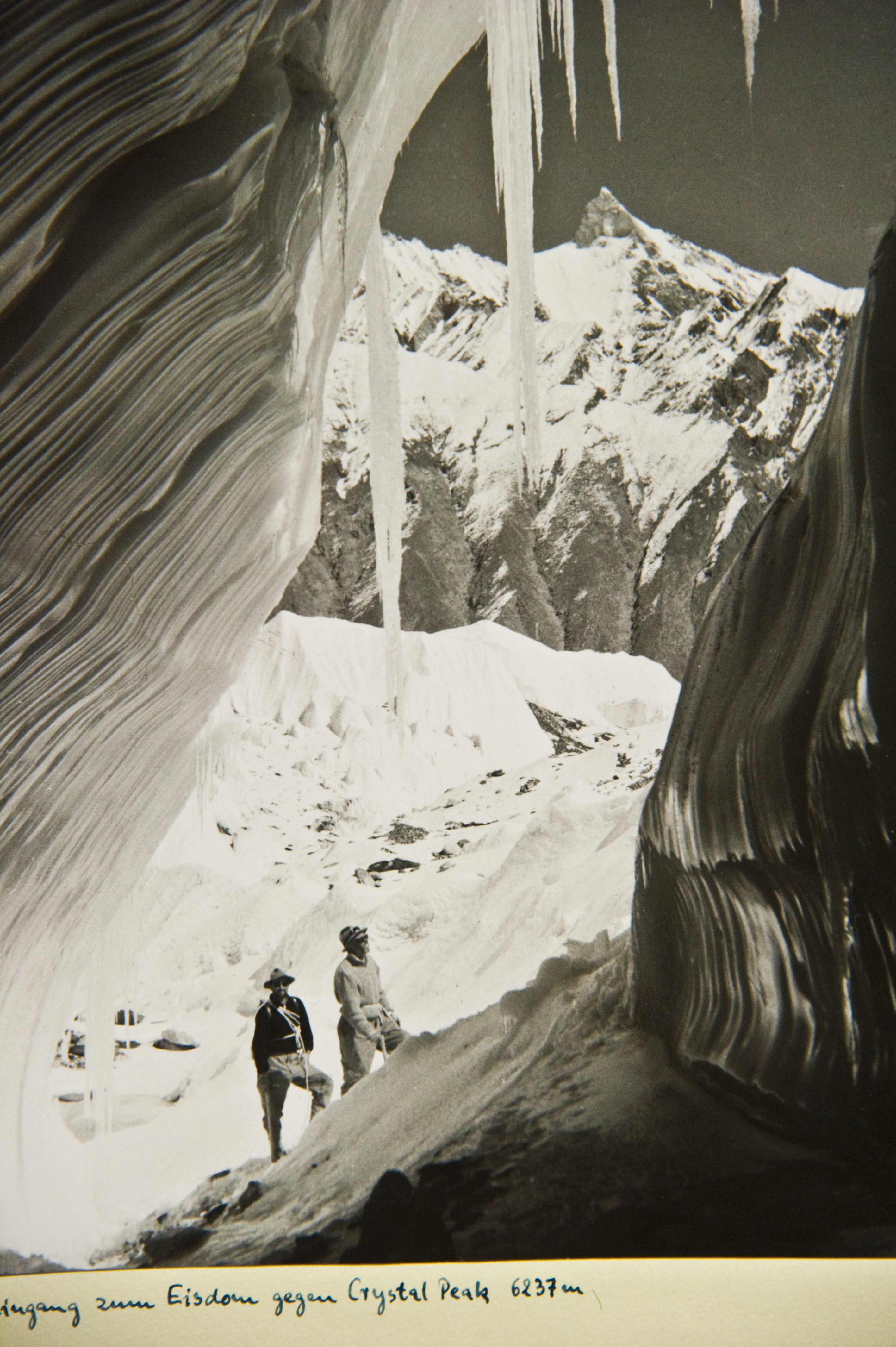
Eingang zum Eisdom gegen Crystal Peak 6237 m
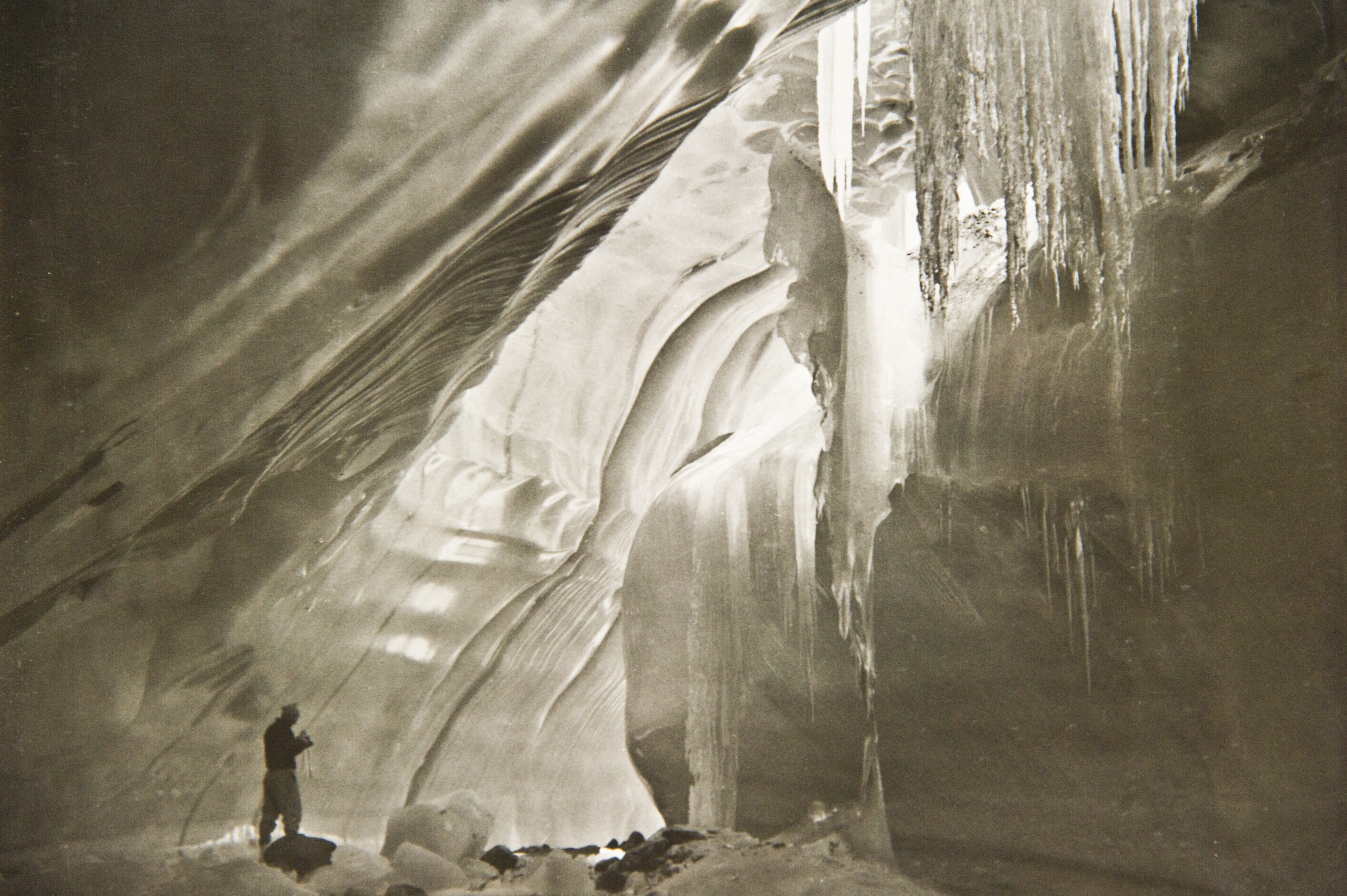
Expeditionsteilnehmer im Eisdom, Himalaya-Expedition 1954
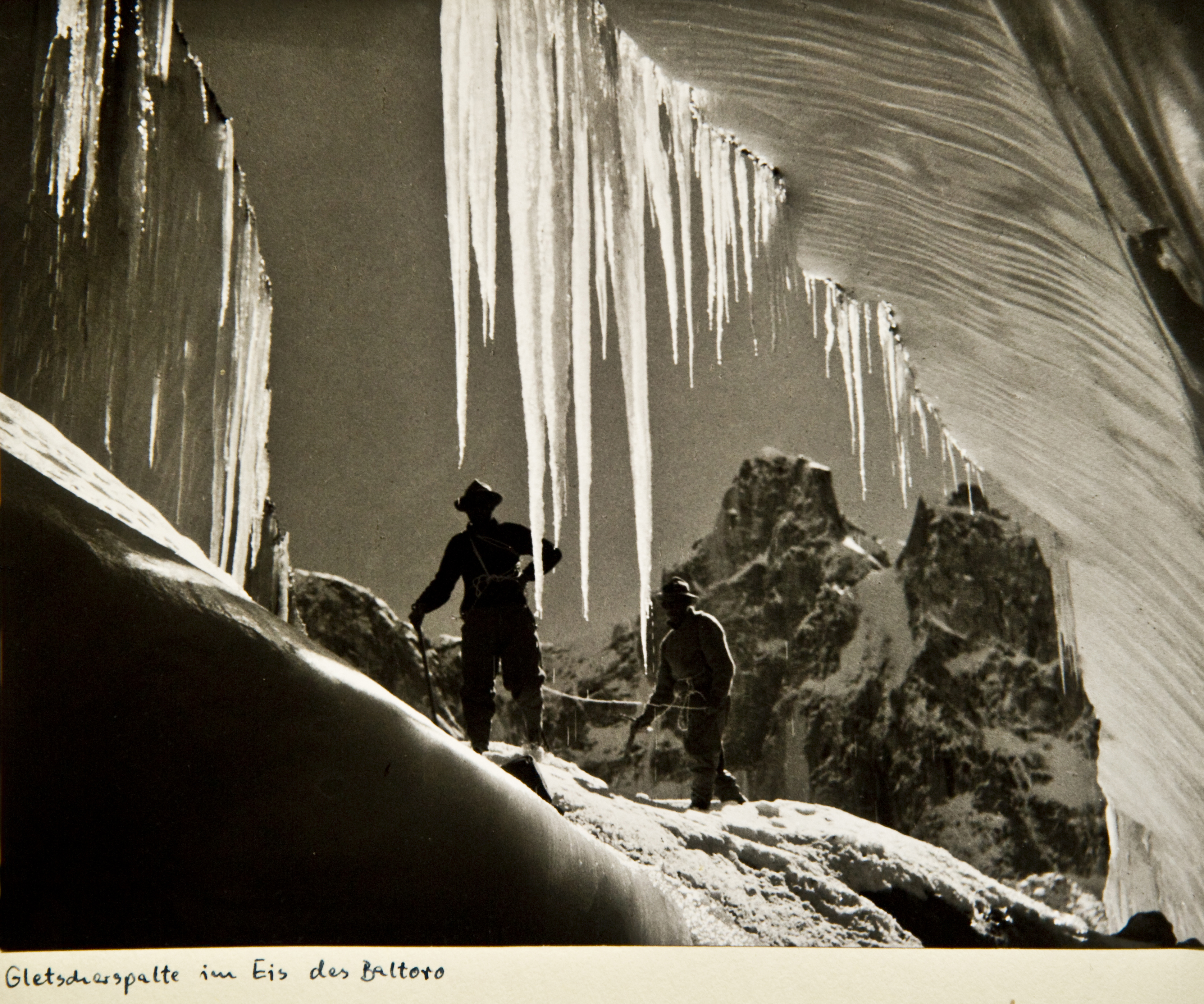
Expeditionsteilnehmer im Eis des Baltoro, Gletscherspalte
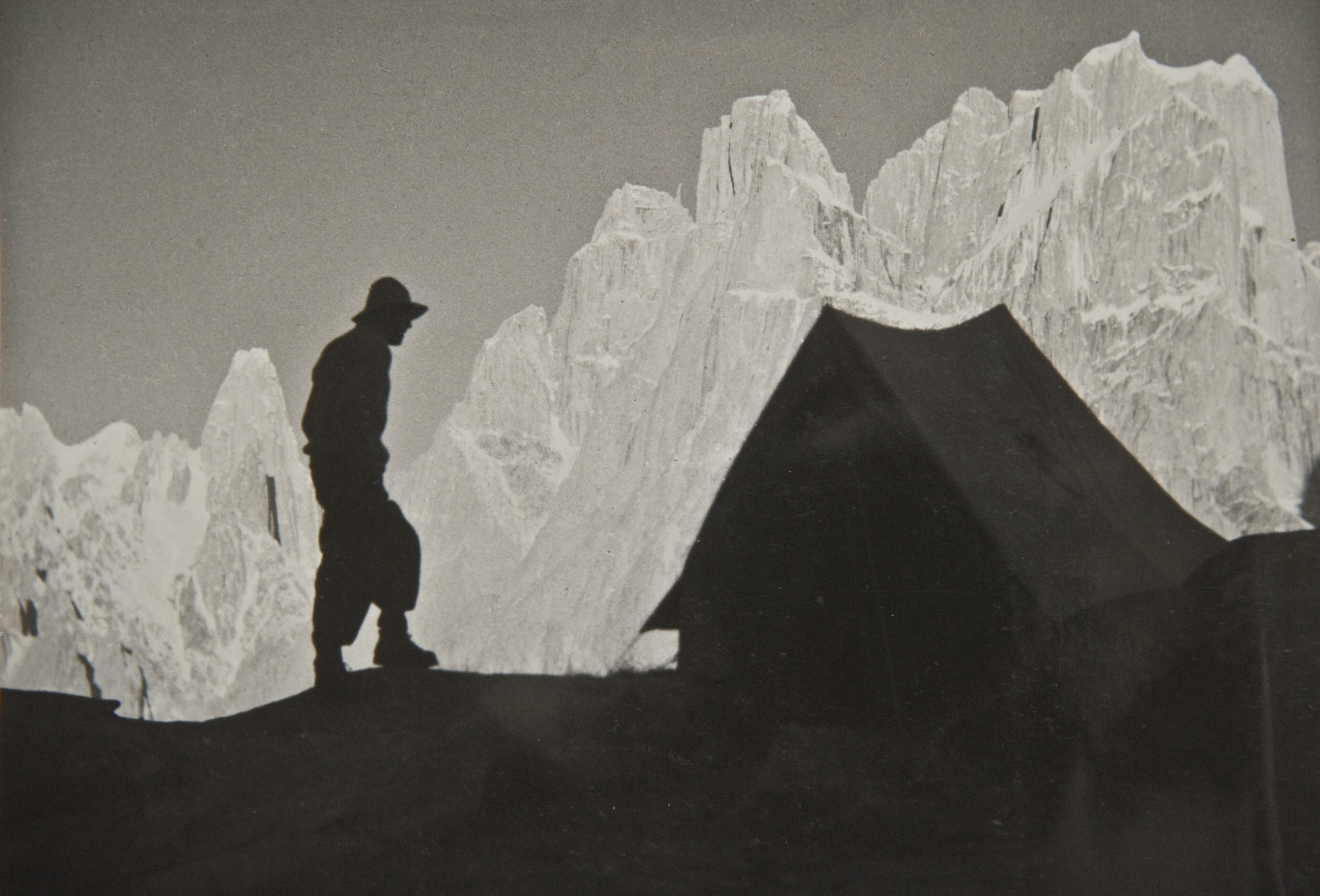
Expeditionsteilnehmer neben Berghütte vor Felswänden

### Fotografie
Gerhard Klammet erschuf ein umfangreiches Bildarchiv mit Schwerpunkt Natur- und Landschaftsaufnahmen. Ab 1960 kamen für Kalender- und Buchproduktionen Aufnahmen mit Großformatkameras (13x18) hinzu, später folgten Luftbildaufnahmen. Seine zweitgeborene Tochter Waltraud, die ebenfalls Fotografin wurde, baute dieses Archiv weiter durch ihre Tätigkeit aus.

## Werke (Auswahl)

### Fotografie, Bücher
- Durch die Abruzzen. Von Käthe Schmelz und Gerhard Klammet. Schroll Verlag. Wien.1963.
- Rumänien. Gerhard Klammet. Umschau Verlag. Frankfurt. 1967.
- Luftbildatlas Bayern. Mit ergänzenden Luftbildaufnahmen von Gerhard Klammet. List-Neumünster: Wachholtz. 1973.
- Land der Etrusker. Von Karl Lukan und Bildbeiträgen von Gerhard Klammet. Schroll Verlag. Wien, München. 1973.
- Die griechischen Inseln. Bildband von Sokratis Dimitriou (Text) und Gerhard Klammet (Fotos).Wilhelm Fink Verlag. München. 1974.
- Die türkische Westküste. Bildband von Sokratis Dimitriou (Text) und Gerhard Klammet (Fotos).Verlag Stuttgart; Berlin; Köln; Mainz: Kohlhammer.1976.
- GÖREME. Felsentürme und Höhlenkirchen im türkischen Hochland. Bild- und Textband von Jörg Wagner und Gerhard Klammet. Ravenstein Verlag / Verlag Anton Schroll & Co. / Gerhard-Klammet-Verlag.1979.
- Die türkische Südküste. Bildband von Jörg und Heike Wagner (Text) und Gerhard Klammet (Fotos).Verlag Stuttgart; Berlin; Köln; Mainz: Kohlhammer.1982.
- Faszinierende Alpenwelt. Bergabenteuer und Blumenwunder. Bildband von Karl Lukan (Verfasser) und Gerhard Klammet (Illustrator). Fink-Kümmerly u. Frey. Ostfildern. 1988.

### Filme
- 1954 Wo die Alpenrosen blühen. Kurz-Dokumentarfilm. Regie Gerhard Klammet. Kulturfilmproduktion Gerhard Klammet. Ohlstadt.
- 1954/55 Der leuchtende Berg. Programmfüllender Dokumentarfilm der Deutschen Himalaya-Expedition auf Agfacolor. Kulturfilmproduktion Gerhard Klammet. Ohlstadt.
- 1956 Johannisnacht. Spielfilm. Kamera Oskar Schnirch und Gerhard Klammet (Hochwildaufnahmen). Delos-Film Produktionsgesellschaft mbH. Berlin.
- 1956/57 Flucht in die Tropennacht. Spielfilm. Kamera Ekkehard Kyrath und Gerhard Klammet. Constantin-Filmverleih. Frankfurt/Main.
- 1957/58 Das bunte Ried. Kurz-Dokumentarfilm. Regie Gerhard Klammet. Film-Studio Walter Leckebusch. München.
- 1958 Gott steht am Weg. Kurz-Dokumentarfilm. Regie Gerhard Klammet. Kulturfilmproduktion Gerhard Klammet. Ohlstadt.

### Landschafts- und Tieraufnahmen für Spielfilme
Einbau von Naturstimmungen durch Beiträge von Gerhard Klammet in folgende Filme
- 1954 Das fliegende Klassenzimmer. Landschaftsaufnahmen.
- 1954 Schloß Hubertus. Tieraufnahmen.
- 1955 Das Schweigen im Walde. Tieraufnahmen.

## Auszeichnungen
1988 Umweltmedaille des Bayerischen Staatsministeriums für Verdienste um Schutz, Gestaltung und Vermittlung einer gesunden Umwelt.